# L'Ouest-Éclair
L'Ouest-Éclair (дослівно Захід-Блискавка) — французька газета, що випускалася в Ренні з 1899 по 1944 роки.

## Історія

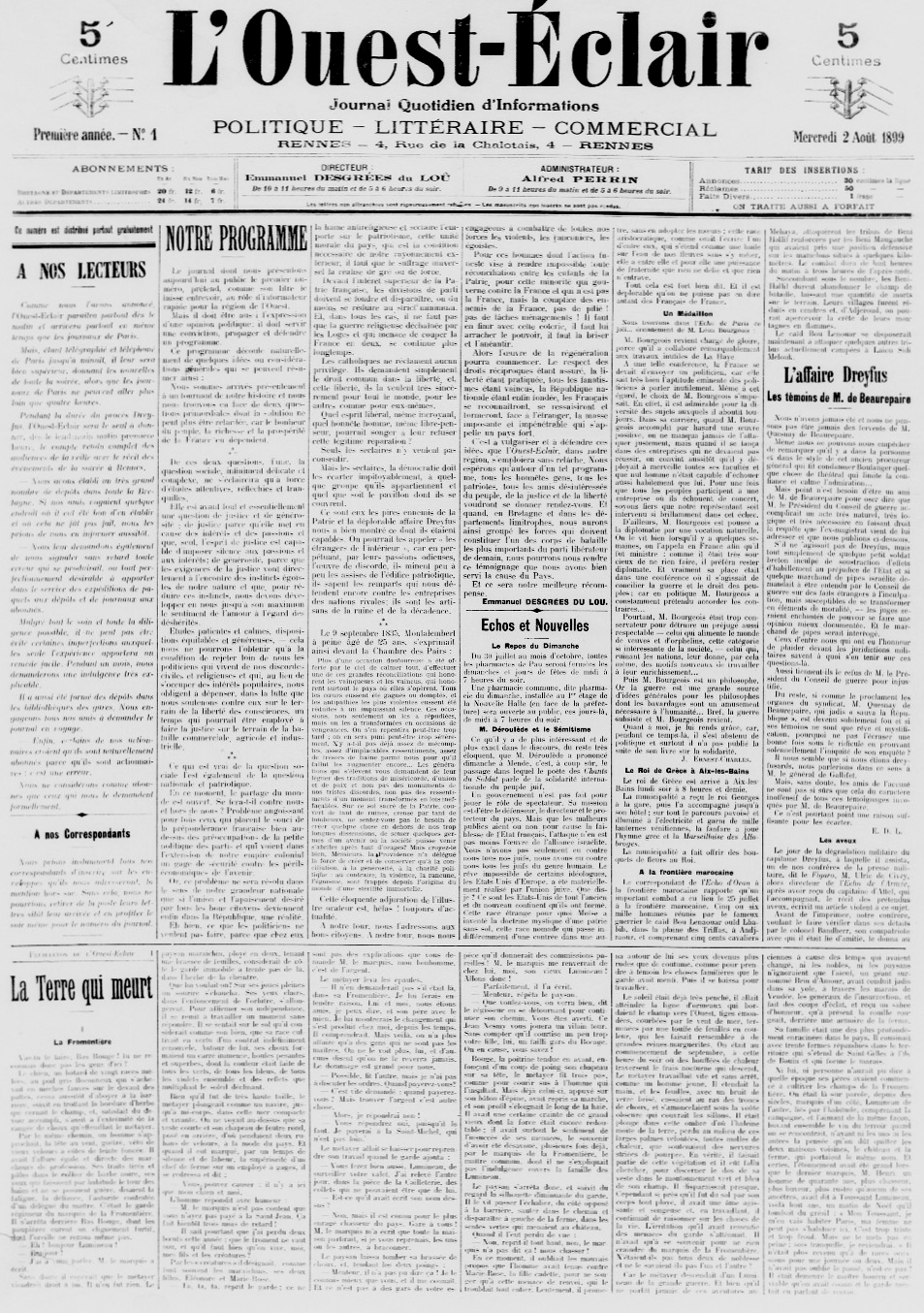
Титульна сторінка першого номера L'Ouest-Éclair

Перший номер вийшов 2 серпня 1899 року. Газету заснували абат Фелікс Трошю (був парафіяльним священником в Іль-і-Вілені) та адвокат Еммануель Дегре дю Лу, двоє християнських демократів, які мали на меті підвищити обізнаність про цінності Республіки серед громадської думки Бретані, регіону, який традиційно був оплотом найбільш консервативних католиків і прихильників реставрації монархії.
З початком Другої світової війни та німецькою окупацією Франції редакція L'Ouest-Éclair опинилася на роздоріжжі між самоцензурою та продовженням публікацій під німецьким контролем. Зрештою видання було вирішено продовжити. Серед тих, хто відмовився, були Поль Хутін-Дегре, який негайно залишив свій пост генерального секретаря, і журналіст Франсуа Дегре дю Лу, син Еммануеля.
Останній номер L'Ouest-Éclair вийшов 1 серпня 1944 року, незадовго до звільнення Ренна американцями та французькими партизанами 4 серпня. Незабаром після цього Ouest-Éclair було заборонено за колабораціонізм: її було замінено на Ouest-France.